# براد إيتكن
براد إيتكن هو لاعب هوكي الجليد كندي، ولد في 30 أكتوبر 1967 في سكاربورو، تورنتو في كندا.

## وصلات خارجية
- براد إيتكن على موقع دوري الهوكي الوطني (الإنجليزية)
- براد إيتكن على موقع قاعة مشاهير الهوكي (لاعب أن.إتش.أل) (الإنجليزية)
- براد إيتكن على موقع EliteProspects.com (الإنجليزية)
- براد إيتكن على موقع Eurohockey.com (الإنجليزية)
- براد إيتكن على موقع HockeyDB.com (الإنجليزية)
- براد إيتكن على موقع Hockey-Reference.com (الإنجليزية)